# Стратегічний бомбардувальник
Стратегі́чний бомбардува́льник — військовий літак, призначений для бомбардування значущих об'єктів супротивника з метою підриву його військової та промислової потужності. На відміну від фронтових бомбардувальників, завдання яких — знищення особового складу та військової техніки ворога безпосередньо на полі бою, стратегічні бомбардувальники призначені для знищення промислових підприємств, електростанцій, об'єктів інфраструктури (залізничні та автомобільні шляхи, мости) тощо, а також цілих населених пунктів. У вузькому розумінні терміна до стратегічних бомбардувальників відносять лише порівняно сучасні літаки, здатні застосовувати ядерну зброю та здійснювати міжконтинентальні вильоти. В загальнішому значенні стратегічними бомбардувальниками називають деякі бомбардувальники періоду Другої Світової війни та, навіть, окремі літаки більш ранніх періодів, які відрізнялися серед своїх сучасників великим радіусом дії та високою вантажопідйомністю (бомбовим навантаженням).

## Історія

### Друга Світова війна

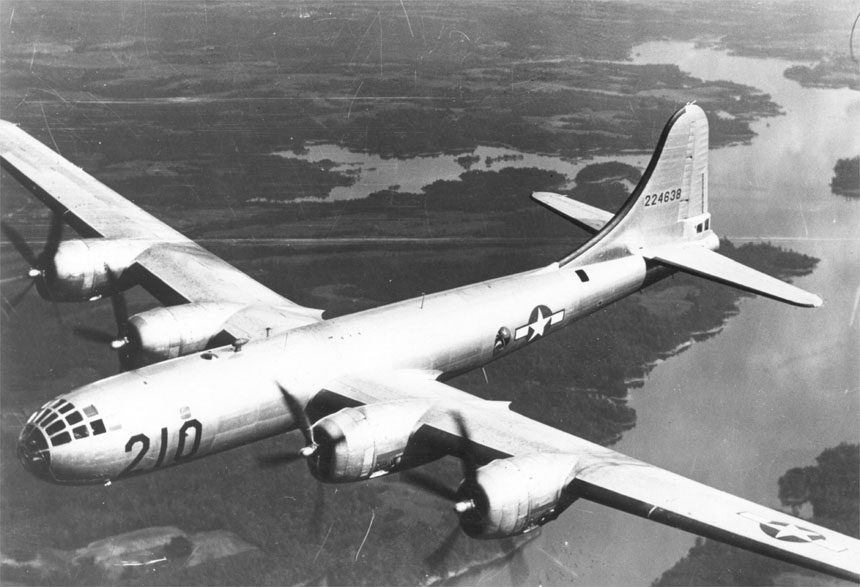
Бомбардувальник В-29 у польоті.

Бомбові удари по стратегічних об'єктах супротивника як окреме завдання військово-повітряних сил почали широко застосовуватися в період Другої Світової війни. Такі завдання виконувалося літаками, що за сучасною класифікацією відносяться до важких бомбардувальників далекої дії та, навіть, середніх бомбардувальників. Найбільш широко стратегічні бомбардування застосовувалися військово-повітряними силами Великої Британії та США. Відповідно, саме цими країнами були розроблені та побудовані найпридатніші для стратегічних бомбардувань літаки того часу — британський Avro Lancaster та американський В-29, які мали можливість переносити відповідно 10 та 9 тонн бомб. Найвідомішою операцією стратегічної авіації протягом Другої Світової війни стало Ядерне бомбардування Хіросіми і Наґасакі у серпні 1945 року, проведене американською авіацією з літаків В-29.

### Холодна війна
Результати бомбардування Хіросіми і Нагасакі яскраво продемонстрували важливість розвитку стратегічної авіації для підвищення військової потужності держав у повоєнний період. На початку «Холодної війни» бомбардувальники виявилися єдиними носіями ядерної зброї, що викликало бурхливий розвиток важкої бомбардувальної авіації і масову появу нових проєктів бомбардувальників. Радянський Союз, який на той час не мав власних розробок в галузі стратегічної авіації, пішов по шляху копіювання американського В-29. Створений таким чином Ту-4 вперше піднявся в небо у травні 1947 року, тобто майже через рік після першого польоту Конвейр B-36, нового американського стратегічного бомбардувальника, який мав бомбове навантаження понад 32,5 тонни та був здатним здійснювати міжконтинентальні перельоти.

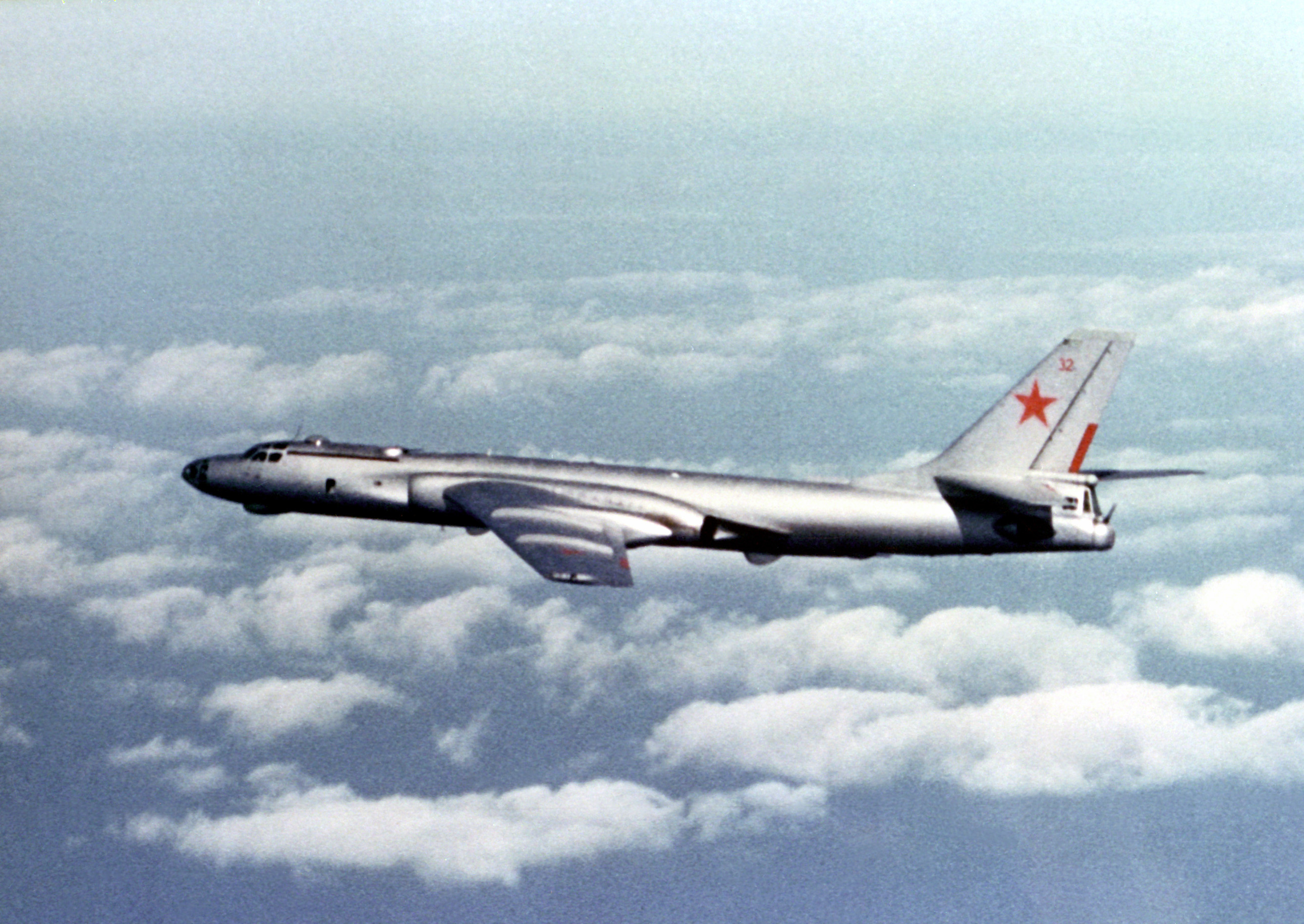
Радянський стратегічний бомбардувальник Ту-16 у польоті.

Подальший розвиток стратегічної авіації відбувався прискореними темпами. В середині 1950-х в США розпочався серійний випуск бомбардувальників B-52, а в Радянському Союзі — реактивного Ту-16 та турбогвинтового Ту-95. Ці літаки стали наймасовішими стратегічними бомбардувальниками в історії, причому Ту-16 були зняті з бойових чергувань лише в 1990-х, а Ту-95 і B-52 продовжують складати основу стратегічних авіаційних підрозділів відповідно Російської Федерації та США і зараз, понад півстоліття з початку серійного випуску цих моделей.
Розвиток новітніх технологій та вдосконаленням систем ППО обумовило з одного боку можливість, а з іншого — необхідність розробки нових стратегічних бомбардувальників. В результаті протягом 1970-х та 1980-х років з'явилися нові моделі, які мають надзвукову швидкість та підвищену висоту польоту — радянські Ту-22М та Ту-160, американські B-1 та B-2.
Протягом холодної війни головною функцією стратегічної авіації лишалося стримування — тобто гарантування тотальної військової відповіді у разі завдавання однією супердержавою удару по території іншої. В рамках цієї функції стратегічні бомбардувальники з ядерною зброєю на борту несли чергування на аеродромах та авіабазах. Крім цього підрозділи стратегічної авіації обмежено застосовувалися у локальних збройних конфліктах періоду холодної війни. Зокрема, американські B-52 досить широко використовували під час В'єтнамської війни, радянські Ту-16 та Ту-22М обмежено використовували протягом інтервенції Радянського Союзу в Афганістан.

### Сучасність

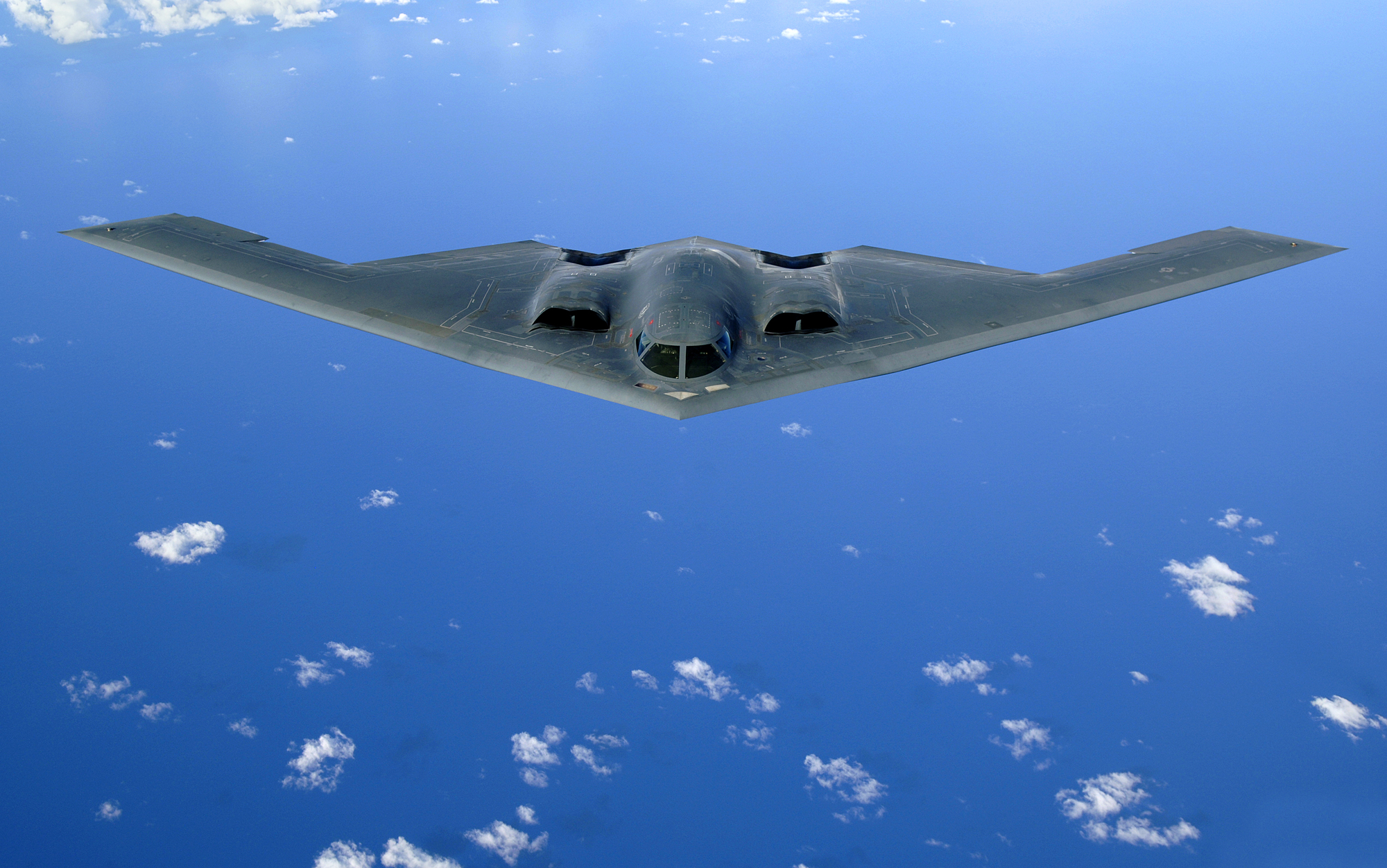
Американський стратегічний бомбардувальник B-2 Spirit.

Після розпаду СРСР та формального завершення холодної війни важливість стратегічної авіації дещо знизилася, хоча стратегічні бомбардувальники використовували в низці локальних збройних конфліктів, зокрема, американські війська під час війни в Перській затоці, війни НАТО в Югославії та війни в Іраку. Російські збройні сили застосовували стратегічні бомбардувальники під час російсько-грузинської війни 2008 року, в результаті конфлікту серед офіційно визнаних російською стороною втрат значиться один стратегічний бомбардувальник (Ту-22М).
Погіршання відносин між Російською Федерацією та США після російсько-грузинської війни 2008 року повернуло стратегічній авіації важливість з точки зору демонстрації військової потужності. У вересні 2008 року два російських стратегічних бомбардувальники Ту-160 прибули на повітряну базу Лібертадор у Венесуелі для участі у спільних російсько-венесуельських військово-морських навчаннях в Карибському морі. За повідомленнями російських офіційних джерел літаки не мали на борту ядерної зброї, однак факт їх прибуття до регіону однозначно трактувався як демонстрація військового потенціалу Російської Федерації та, водночас, наявності у неї союзників у Західній півкулі, в безпосередній близькості до території США. Президент Венесуели Уго Чавес відкрито заявив, що російські літаки прибули до його країни аби «подратувати прислужників янкі».
Існуюча геополітична ситуація змушує як США, так й Російську Федерацію шукати можливості модернізації власних підрозділів стратегічної авіації, значною мірою укомплектованих морально застарілими літаками. Відповідною оборонною програмою США передбачається замінити наявні B-52 новішими літаками до 2030 року. Російська Федерація планує до 2015 року здійснити розробку нового стратегічного бомбардувальника в рамках проєкту ПАК ДА (на основі Ту-160).
Окрім США та Російської Федерації, до країн, що мають стратегічну авіацію, відносять Китай (має 120 літаків H-6 — випущених за ліцензією копій Ту-16); Францію (стратегічні завдання можуть виконувати винищувачі-бомбардувальники Міраж 2000N); а також Індію (за даними американських аналітиків у рамках розширення співробітництва у військовій сфері отримала від Російської Федерації в оренду 4 літаки Ту-22).

## Стратегічні бомбардувальники в Україні
На момент розпаду СРСР на території України базувалося 4 полки стратегічної та дальньої бомбардувальної авіації: у Прилуках (19 літаків Ту-160), Узині (24 літаки Ту-95), в Полтаві та Стрию (2 полки Ту-22М загальною кількістю 46 літаків). Після розпаду Радянського Союзу усі ці літаки перейшли до складу Повітряних Сил України.
Наявність стратегічних бомбардувальників у складі ВПС не відповідала міжнародним зобов'язанням країни щодо без'ядерного статусу України. На виконання досягнутих влітку 1999 року домовленостей, у 2000 році 8 одиниць Ту-160 та 3 одиниці Ту-95 були передані Російській Федерації в рахунок погашення заборгованості України за отримані енергоносії. Решта стратегічних та дальніх бомбардувальників ВПС України були утилізовані. Останній такий літак, яким став Ту-22М, було перетворено на металобрухт 27 січня 2006 року на полтавському військовому аеродромі.